# Меленківський район
Меленківський район (рос. Меленковский район) — адміністративна одиниця Росії, Владимирська область. До складу району входять 1 міське та 7 сільських поселення. Серед 121 населеного пункту 1 місто і 120 сільських населених пунктів.
Адміністративний центр — місто Меленки.

## Історія
Район утворений 10 квітня 1929 року в складі Владимирського округу Івановської промислової області.
З 14 серпня 1944 року у складі новоутвореної Владимирської області.
11 травня 2005 року відповідно до Закону Владимирської області № 52-ОЗ район наділений статусом муніципального району, у складі якого утворені 1 міське та 7 сільських поселень.

## Населення
| 1926    | 1939    | 1959    | 1970    | 1979    | 1989    | 2002    |
| ------- | ------- | ------- | ------- | ------- | ------- | ------- |
| 70 030  | ↘65 982 | ↘61 767 | ↗75 087 | ↘60 344 | ↘49 712 | ↘41 125 |
| 2009    | 2010    | 2011    | 2012    | 2013    | 2014    | 2015    |
| ↘37 348 | ↘36 464 | ↘36 259 | ↘35 880 | ↘35 669 | ↘35 179 | ↘34 710 |
| 2016    | 2017    | 2018    |         |         |         |         |
| ↘34 212 | ↘33 677 | ↘33 246 |         |         |         |         |